# Gomphrena platycephala
Gomphrena platycephala là loài thực vật có hoa thuộc họ Dền. Loài này được R.E.Fr. mô tả khoa học đầu tiên năm 1920.